# Patrick Bertron

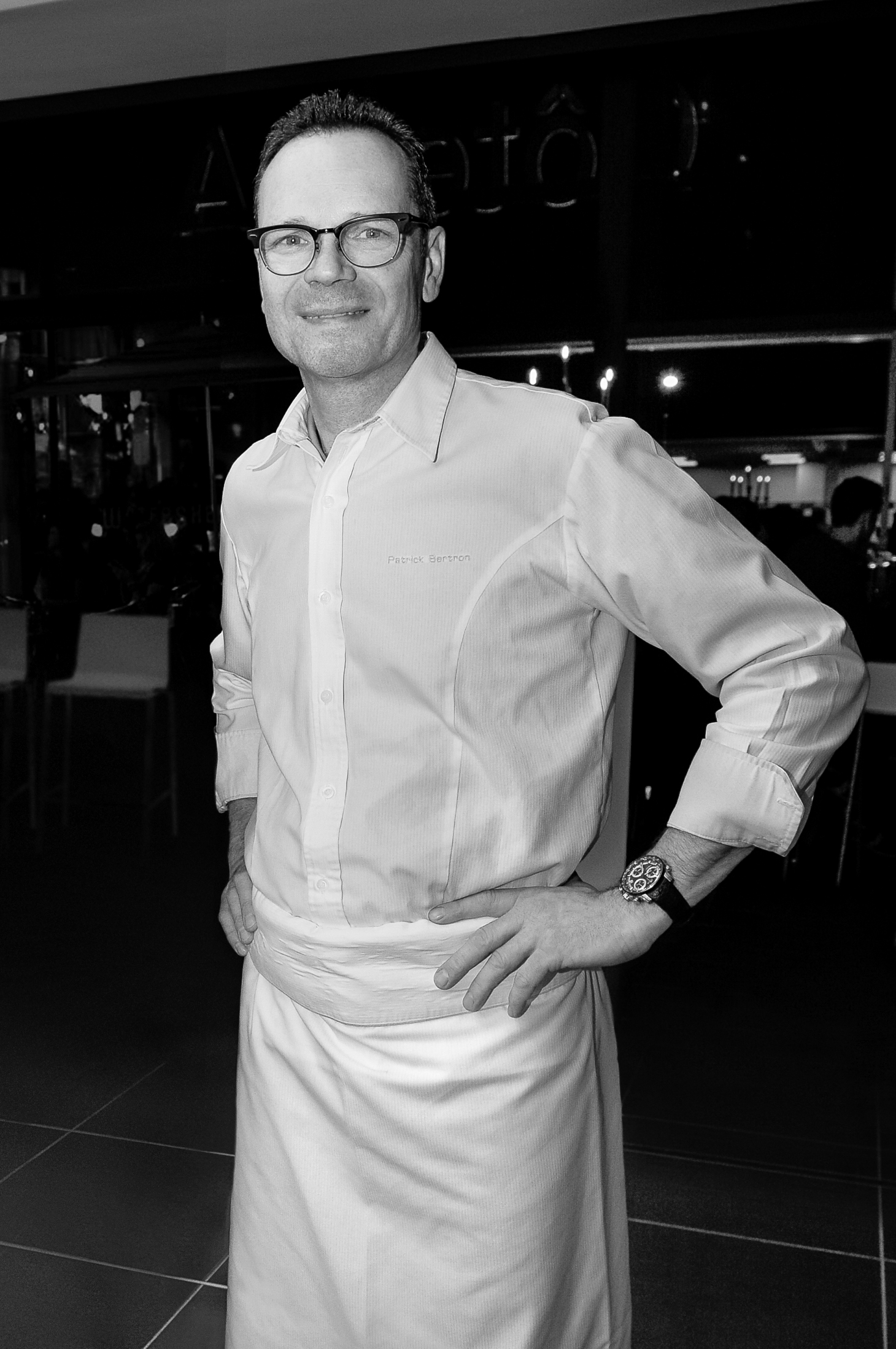
Patrick Bertron

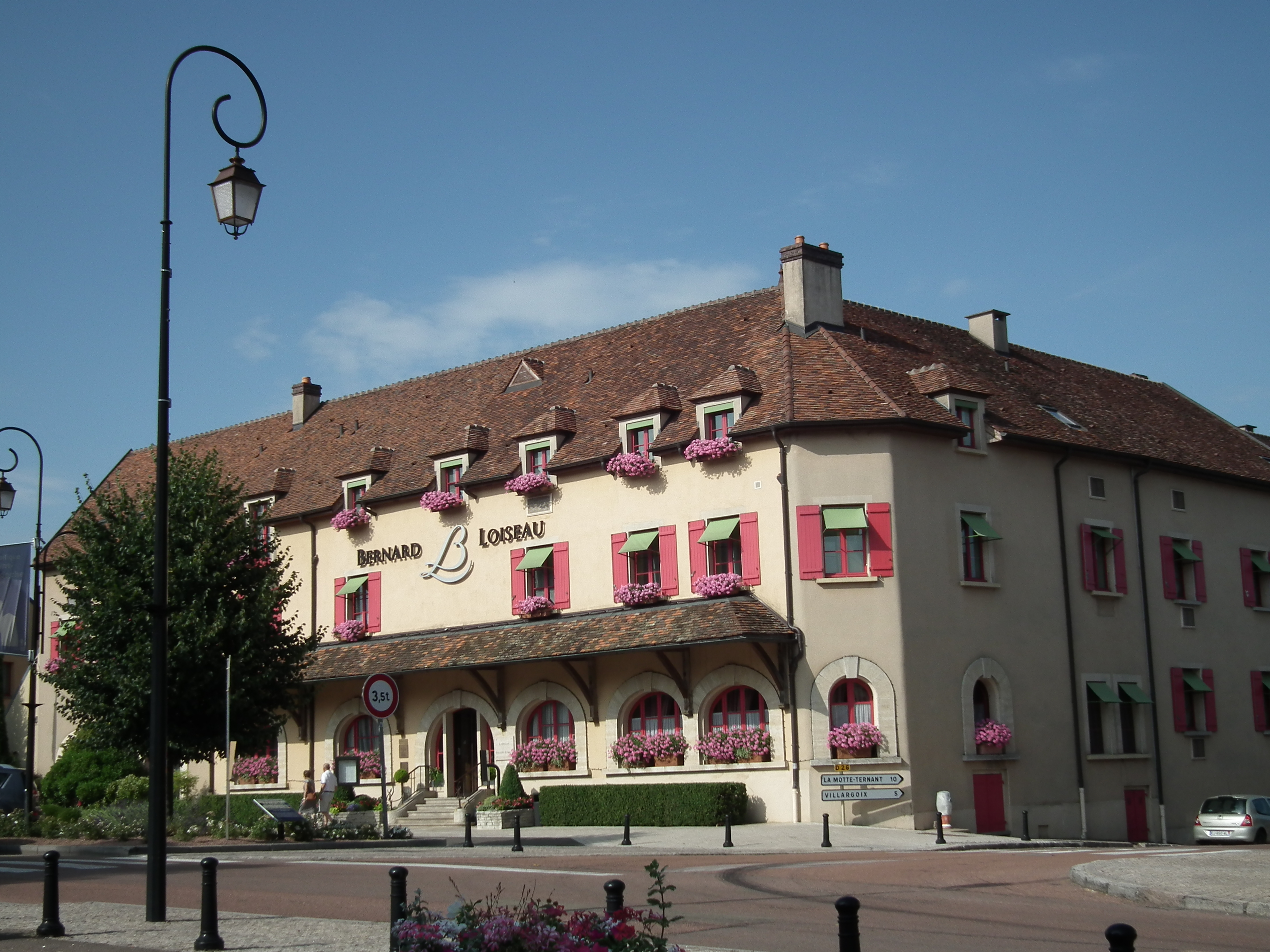
Restaurant Le Relais Bernard Loiseau in Saulieu

Patrick Bertron (* 22. Januar 1962 in Rennes) ist ein französischer Koch. Bertron übernahm nach dem Tod seines Chefs Bernard Loiseau das Drei-Sterne-Restaurant Côte d'Or in Saulieu im Burgund. 
Nach der Ausbildung an der Hotelfachschule in Saint-Nazaire arbeitete er im Restaurant des Palace in Rennes. 1982 fing er bei Bernard Loiseau an, der gerade das Restaurant Côte d'Or in Saulieu gekauft hatte. 1991 wurde das Haus mit drei Michelin-Sternen ausgezeichnet. 2003 starb Bernard Loiseau durch Suizid. 2003 übernahm Bertron die Küchenleitung, das Restaurant wurde in Le Relais Bernard Loiseau umbenannt. Er konnte die Drei-Sterne-Auszeichnung von 2004 bis 2015 verteidigen. 2016 wurde das Restaurant mit zwei Sternen ausgezeichnet. Das Hotel/Restaurant steht seit 2010 als Monument historique unter Denkmalschutz.

## Veröffentlichungen
- Mes bons petits plats faciles et pas chers (Französisch), mit Bernard Loiseau und Blandine Vié, Editions Albin Michel 2002, ISBN 978-2226134790.
- Toc toque (Französisch), mit Adeline Ruel, Eveil et découvertes 2009, ISBN 978-2353661398.
- Au Relais Bernard Loiseau : La passion en héritage, 60 recettes trois-étoiles (Französisch), Editions de la Martinière 2013, ISBN 978-2732460826.